# Bertil Merkander
Erik Bertil Merkander, före 1944 Andersson, född 18 maj 1931 i Göteborgs domkyrkoförsamling, död 5 maj 2004 i Råda församling, Västra Götalands län,
var en svensk arkitekt.
Merkander, som var son till en byggmästare, växte upp i Göteborg med omnejd, avlade studentexamen vid Vasa högre allmänna läroverk 1952 och utexaminerades från Chalmers tekniska högskola 1957. Efter anställningar på länsarkitektkontoret i Örebro och från 1962 som biträdande länsarkitekt under Bertil Persson i Malmö tjänstgjorde han vid det kommunala Göteborgs förorters arkitektkontor. Där ägnade han sig åt planarbeten för medlemskommunerna, och var även stadsarkitekt på deltid i bland annat Askims och Råda landskommuner. 
År 1971 blev Merkander Härryda kommuns förste heltidsanställde stadsarkitekt och tjänstgjorde i denna kommun till pensioneringen, de sista åren som chefsarkitekt för översiktsplaneringen. Han utarbetade generalplanen för den nya storkommunen, dispositionsplaner för samtliga tätorter samt projekt som Landvetter flygplats, avfallsdeponin Fläskebo, bostadsområden, däribland Råda säteri, Landvetter och Mölnlycke centrum samt industriområden i Fläskebo och Råda.